# 山下航平
山下 航平（やました こうへい、1994年9月6日 - ）は、福島県出身 の陸上競技選手。専門は三段跳で、自己ベストは日本歴代7位の16m85。2016年リオデジャネイロオリンピックの日本代表。スプリント力もあり、100mでは10秒51の自己ベストを持つ。ANAアスナビ採用社員アスリート。父の山下訓史は三段跳の日本記録保持者。

## 経歴

### 中学時代まで
陸上競技は小学4年生の時に始めたが、その前は2年ほどスイミングスクールにも通っていた。小学6年生の時はハードルに取り組むも、当時は身長が低かったため中学生になるとハードルの高さに対応できなくなり、中学からは走幅跳に取り組んだ。福島大学附属中学校 時代は県大会の7位が最高成績で、自己ベストは6m11だった。また、4×100mリレーでは県大会で3位に入っている。

### 高校時代
福島県立橘高等学校 に進学後は、中学の時からやろうと決めていた三段跳に取り組むと、1年時にインターハイ福島県大会で優勝。2年時にはインターハイ、国民体育大会、日本ユース選手権と全国大会で入賞を経験し、自己ベストも前年の14m25から15m09まで引き上げた。3年時はインターハイこそ予選落ちに終わったが、国民体育大会では大会前の自己ベスト（15m09）を大幅に更新する15m50（-0.4）で優勝を飾り、初の全国タイトルを獲得した。また、父の高校時代の自己ベストを1cm上回った。

### 大学時代
大学は父の母校でもある筑波大学（体育専門学群）に進学すると、1年目から関東インカレ三段跳で3位入賞を果たすも、高校時代からたまにあったという腰の痛みに悩まされ、その後は思うような結果を残せなかった。しかし、3年時の春に腰椎分離症と判明してからは、同じ症状を患っていた先輩からアドバイスを受けるなどしてトレーニングを積むと、5月の関東インカレ三段跳では日本選手権の参加標準記録A（15m90）に迫る15m74（+0.9）の自己ベスト（当時）をマーク。最終的に日本選手権出場は逃したものの、今シーズンは自己ベストを16m台（16m06）まで引き上げ、日本インカレ三段跳でも2位に入った。
2016年5月、関東インカレの4×100mリレーで1走を務めて優勝に貢献し、インカレ初優勝を達成。専門種目の三段跳では、4回目の跳躍で大会前の自己ベスト（16m06）を更新する16m22（-1.2）をマークすると、最終跳躍の6回目には日本歴代6位・日本学生歴代3位（ともに当時）の16m85（-1.1）をマーク。2001年大会の渡邉容史と今大会の山本凌雅が作った16m67の大会記録を塗り替えるとともに、リオデジャネイロオリンピックの参加標準記録（16m85）を破っての優勝を成し遂げ、4×100mリレーとの大会2冠を達成した。
同年6月、リオデジャネイロオリンピック日本代表の座を賭けて初の日本選手権三段跳に臨むと、1回目と2回目の跳躍は踏切線を超えてファウルに終わったが、後がなくなった3回目の跳躍では16m付近に着地。4回目以降の跳躍ができる上位8位以内に残ったかと思われたが、着地場所を離れる際に後方へ足を踏み出してしまうというルール違反を犯し、3回目の跳躍もファウルに終わり大会を終えた。なお、1回目と2回目の時もファウルとはいえ、着地場所から不正に離れたので審判員は注意したが、本人の耳には届いていなかったという。
同年7月、リオデジャネイロオリンピック日本代表に選出されるための最後のアピールの場となった南部記念三段跳では、悪天候の影響もあり16m18 (+2.1)と低調な記録に終わったものの、日本選手権チャンピオンの山本凌馬とリオデジャネイロオリンピック日本代表の長谷川大悟を抑えて優勝した。この結果、日本陸上競技連盟強化委員会の推薦でリオデジャネイロオリンピック日本代表に選出され、陸上競技では室伏親子（重信と広治＆由佳）に次いで史上2組目の親子オリンピアンとなった。初の国際大会となった8月のリオデジャネイロオリンピック三段跳では本来の実力を発揮できず、自己ベストにはほど遠い15m71（+0.3）で予選敗退に終わった。

### 社会人時代
大学卒業後の2017年は陸連に登録し、就職活動しながら競技を続けた。そして無事、日本オリンピック委員会の就職支援制度を利用して全日本空輸（ANA）への就職が決まり、2018年からは小さい頃からの夢だった航空業界に身を置いて競技する。

## 人物
- 陸上一家で生まれ育った[5]。父の訓史は三段跳の日本記録保持者で、1988年ソウルオリンピック、1992年バルセロナオリンピック、1987年ローマ世界選手権、1991年東京世界選手権に出場した実績を持つ。母も陸上経験者。弟の潤は短距離走が専門で、2017年世界リレー4×100mに出場、2016年ブィドゴシュチュU20世界選手権4×100mリレーでU20アジア記録樹立と銀メダル獲得、2014年南京ユースオリンピック200mで6位などの実績を持つ。妹の桐子は三段跳が専門で、2016年日本ユース選手権で3位などの実績を持つ。
- 航空機と電車の話をさせたら止まらない[12]。母親の実家が空港の近くということも影響し、小さい頃の夢はパイロットだった[11]。

## 自己ベスト
- 記録欄の（　）内の数字は風速（m/s）で、+は追い風を意味する。

| 種目   | 記録          | 年月日        | 場所     | 備考 |
| 屋外   | 屋外          | 屋外          | 屋外     | 屋外 |
| ------ | ------------- | ------------- | -------- | ---- |
| 100m   | 10秒51 (+1.1) | 2017年9月30日 | つくば市 |      |
| 200m   | 21秒22 (-0.3) | 2016年5月1日  | つくば市 |      |
| 走幅跳 | 7m07 (-0.4)   | 2015年11月1日 | つくば市 |      |
| 三段跳 | 16m85 (-1.1)  | 2016年5月22日 | 横浜市   |      |
| 室内   |               |               |          |      |
| 三段跳 | 14m48         | 2013年2月3日  | 大阪市   |      |

## 主な成績
- 備考欄の記録は当時のもの

### 国際大会
| 年         | 大会         | 場所             | 種目   | 結果 | 記録         | 備考     |
| ---------- | ------------ | ---------------- | ------ | ---- | ------------ | -------- |
| 2016 (大4) | オリンピック | リオデジャネイロ | 三段跳 | 予選 | 15m71 (+0.3) | 全体35位 |
| 2018 (社2) | アジア大会   | ジャカルタ       | 三段跳 | 4位  | 16m46 (-0.2) |          |

### 日本選手権
- 4x100mRは日本選手権リレーの成績

| 年         | 大会    | 場所     | 種目    | 結果 | 記録         | 備考 |
| ---------- | ------- | -------- | ------- | ---- | ------------ | ---- |
| 2015 (大3) | 第99回  | 横浜市   | 4x100mR | 6位  | 39秒98 (1走) |      |
| 2016 (大4) | 第100回 | 名古屋市 | 三段跳  | 決勝 | NM           |      |
| 2017 (社1) | 第101回 | 大阪市   | 三段跳  | 5位  | 16m13 (+0.1) |      |
| 2018 (社2) | 第102回 | 山口市   | 三段跳  | 優勝 | 16m59 (+1.0) |      |
| 2019 (社3) | 第103回 | 福岡市   | 三段跳  | 優勝 | 16m45 (+0.5) |      |
| 2021 (社5) | 第105回 | 大阪市   | 三段跳  | 7位  | 15m67 (+0.7) |      |

### その他
- 主要大会を記載

| 年         | 大会                     | 場所     | 種目    | 結果   | 記録          | 備考                 |
| ---------- | ------------------------ | -------- | ------- | ------ | ------------- | -------------------- |
| 2011 (高2) | インターハイ             | 北上市   | 三段跳  | 5位    | 14m98 (+1.2)  | 予選15m09 (0.0)      |
| 2011 (高2) | 国民体育大会             | 山口市   | 100m    | 予選   | 11秒14 (-1.8) |                      |
| 2011 (高2) | 国民体育大会             | 山口市   | 三段跳  | 4位    | 14m90 (+0.8)  |                      |
| 2011 (高2) | 国民体育大会             | 山口市   | 4x100mR | 予選   | 41秒37 (2走)  |                      |
| 2011 (高2) | 日本ユース選手権         | 名古屋市 | 三段跳  | 8位    | 14m44 (+2.7)  | 公認記録14m09 (+2.0) |
| 2012 (高3) | インターハイ             | 新潟市   | 三段跳  | 予選   | 14m66 (-0.1)  |                      |
| 2012 (高3) | 国民体育大会             | 岐阜市   | 100m    | 予選   | 10秒96 (-0.6) |                      |
| 2012 (高3) | 国民体育大会             | 岐阜市   | 三段跳  | 優勝   | 15m50 (-0.4)  | 自己ベスト           |
| 2012 (高3) | 日本ジュニア選手権       | 名古屋市 | 三段跳  | 3位    | 15m26 (-2.5)  |                      |
| 2013 (高3) | 日本ジュニア室内大阪     | 大阪市   | 三段跳  | 8位    | 14m48         |                      |
| 2013 (大1) | 関東インカレ (1部)       | 東京都   | 三段跳  | 3位    | 15m61 (+2.0)  |                      |
| 2013 (大1) | 日本学生個人選手権       | 平塚市   | 三段跳  | 19位   | 14m30 (0.0)   |                      |
| 2013 (大1) | 日本インカレ             | 東京都   | 三段跳  | 20位   | 15m20 (-1.6)  |                      |
| 2013 (大1) | 日本ジュニア選手権       | 名古屋市 | 三段跳  | 21位   | 14m68 (+0.8)  |                      |
| 2014 (大2) | 日本学生個人選手権       | 平塚市   | 三段跳  | 13位   | 15m15 (+2.6)  | 公認記録なし         |
| 2015 (大3) | 関東インカレ (1部)       | 横浜市   | 三段跳  | 3位    | 15m74 (+0.9)  | 自己ベスト           |
| 2015 (大3) | 水戸招待                 | 水戸市   | 三段跳  | 5位    | 15m11 (+0.6)  |                      |
| 2015 (大3) | 日本学生個人選手権       | 平塚市   | 三段跳  | 10位   | 15m34 (+4.3)  | 公認記録なし         |
| 2015 (大3) | 日本インカレ             | 大阪市   | 200m    | 準決勝 | 21秒24 (0.0)  |                      |
| 2015 (大3) | 日本インカレ             | 大阪市   | 三段跳  | 2位    | 15m77 (-0.3)  |                      |
| 2016 (大4) | 織田記念                 | 広島市   | 三段跳  | 4位    | 16m04 (+0.4)  |                      |
| 2016 (大4) | 関東インカレ (1部)       | 横浜市   | 三段跳  | 優勝   | 16m85 (-1.1)  | 大会記録             |
| 2016 (大4) | 関東インカレ (1部)       | 横浜市   | 4x100mR | 優勝   | 39秒26 (1走)  |                      |
| 2016 (大4) | 南部記念                 | 札幌市   | 三段跳  | 優勝   | 16m18 (+2.1)  | 公認記録13m55 (+1.2) |
| 2016 (大4) | 日本インカレ             | 熊谷市   | 三段跳  | 9位    | 15m54 (-0.4)  |                      |
| 2016 (大4) | 田島記念                 | 山口市   | 三段跳  | 8位    | 14m95 (+0.3)  |                      |
| 2017 (大4) | オーストラリアOP選手権   | シドニー | 三段跳  | 決勝   | NM            | 予選15m37 (+0.5)     |
| 2017 (社1) | 織田記念                 | 広島市   | 三段跳  | 6位    | 15m53 (+2.5)  | 公認記録14m61 (-0.4) |
| 2017 (社1) | ゴールデングランプリ川崎 | 川崎市   | 三段跳  | 7位    | 15m92 (+1.4)  |                      |
| 2018 (社2) | 織田記念                 | 広島市   | 三段跳  | 7位    | 15m77 (+1.3)  |                      |
| 2018 (社2) | ゴールデングランプリ大阪 | 大阪市   | 三段跳  | 優勝   | 16m42 (-1.0)  |                      |